# Eucereon tarona
Eucereon tarona är en fjärilsart som beskrevs av George Francis Hampson 1898. Eucereon tarona ingår i släktet Eucereon och familjen björnspinnare. Inga underarter finns listade i Catalogue of Life.